# جرج ونکوور
جرج ونکور (۲۲ ژوئن ۱۷۵۷–۱۰ مه ۱۷۹۸) ناخدایی در نیروی دریایی سلطنتی بریتانیا بود. او به خاطر سفرهای اکتشافی به ساحل اقیانوس آرام در آمریکای شمالی شناخته شده‌است.
شهر ونکور در بریتیش کلمبیای کانادا به افتخار او که در ۱۷۹۲ به شاخاب بورارد در این شهر وارد شد، نامگذاری شده‌است.
کاپیتان جرج ونکوور (۲۲ ژوئن ۱۷۵۷–۱۰ مهٔ ۱۷۹۸) یکی از بزرگ‌ترین افسران نیروی دریایی سلطنتی بریتانیا بود که شهرت وی بیشتر به دلیل انجام سفرهای اکتشافی در بین سال‌های ۱۷۹۱ تا ۱۷۹۵ است، سفرهایی که در آن منطقهٔ کرانهٔ شمال غربی اقیانوس آرام را کشف کرد؛ بخش‌هایی که امروز با نام‌های آلاسکا، بریتیش کلمبیا، واشینگتن و اورگن شناخته می‌شوند. او همچنین جزایر هاوایی را کشف کرد.
دستاوردهای بسیار او برای امپراتوری بریتانیا باعث شد محل‌های مختلفی را به‌افتخار او نام‌گذاری کنند، جزیره و شهر ونکوور در کانادا، شهر ونکوور در ایالت واشینگتن در ایالات متحده آمریکا، کوهستان ونکوور در مرز یوکان و آلاسکا و ششمین قلهٔ مرتفع نیوزیلند از جملهٔ این مناطق هستند.

## زندگی‌نامه

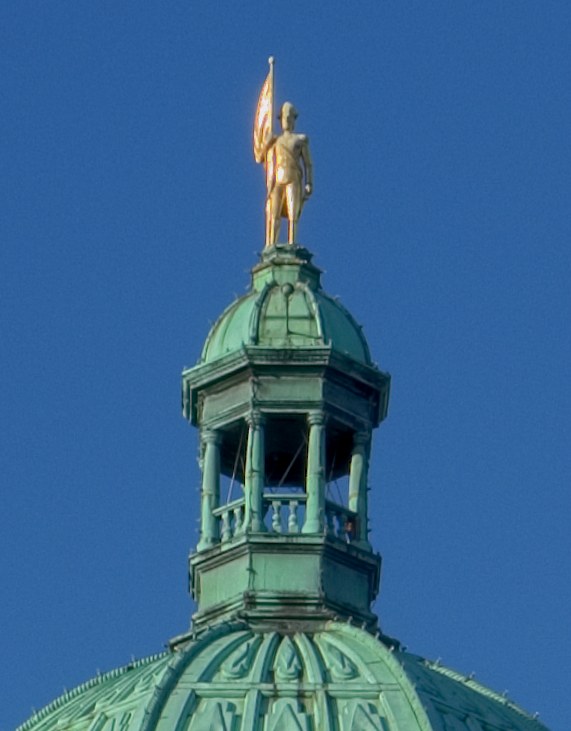
تندیس طلایی جورج ونکوور در ابعاد واقعی بالای ساختمان پارلمان بریتیش کلمبیا در ویکتوریا

جرج ونکوور در تابستان ۱۷۵۷ در شهر کینگز لین بریتانیا متولد شد. وقتی نوجوانی سیزده ساله بود وارد نیروی دریایی شد تا در آینده به‌عنوان افسر دون‌پایه خدمت کند. او در دومین سفر کاپیتان جیمز کوک در جستجوی «سرزمین ناشناختهٔ جنوبی» در کشتی «اچ‌ام‌اس رزولوشن» از سال ۱۷۷۲ تا ۱۷۷۵ او را همراهی کرد.
ونکوور در سومین سفر کاپیتان کوک در کشتی دیسکاوری برای کشف جزایر هاوایی بین سال‌های ۱۷۷۶ تا ۱۷۷۸ نیز او را همراهی کرد. پس از بازگشت به بریتانیا در سال ۱۷۷۹ به درجهٔ ستوان ترفیع یافت و بر عرشه کشتی اسلوپ مارتین مأمور گشت‌زنی در خطوط ساحلی شد.
او در طی مناقشه بین امپراتوری‌های بریتانیا و اسپانیا بر سر تملک جزایر شمال غربی اقیانوس آرام در جزیره ونکوور فعلی، بر عرشه کشتی‌های رزمی لیاقت خود را به اثبات رساند و موفق شد با تملک این جزیره در سال ۱۷۹۰ و هموار کردن مسیر برای امضاء اولین کنوانسیون بین بریتانیا و اسپانیا مناقشه را پایان دهد.
ونکوور در آوریل سال ۱۷۹۱ فرماندهی دو کشتی را بر عهده گرفت و باهدف کشف مناطق مختلف اقیانوس آرام، انگلستان را ترک کرد. او در اولین سال اکتشافش به کیپ‌تاون، استرالیا، نیوزیلند، تاهیتی و چین رفت و نمونه‌های گیاهی این مناطق را جمع‌آوری کر دو سپس از طریق ساحلی که امروزه اورگن و واشینگتن نامیده می‌شود به سمت قسمت‌های شمالی آمریکا رفت. در آوریل ۱۷۹۲ درست پیش از عزیمت کاپیتان رابرت گری آمریکایی به سمت رود کلمبیا در سواحل اورگن با او روبرو شد.
در ۲۹ آوریل ۱۷۹۲ درحالی‌که دستور داشت تمام ورودی‌ها و خروجی‌های آبی سواحل غربی را بازرسی کند وارد تنگه خوآن دِ فوکا، بین جزیرهٔ ونکوور و ایالت واشینگتن شد. او بیشتر این بازرسی‌ها را به‌وسیله یک قایق کوچک انجام داد که با پارو و بادبان حرکت می‌کرد، به این دلیل که در بیشتر این مکان‌ها عمق آب مشخص نبود و حرکت کشتی‌های بادبانی غیرممکن یا بسیار خطرناک بود. ونکوور بسیاری از مکان‌هایی که کشف کرد را به‌افتخار دوستان و همکارانش نام‌گذاری نمود.
در سال ۱۷۹۲ونکوور دومین اروپایی‌ای بود که وارد آبراه ورودی بورارد شد و آن را به‌افتخار دوستش سِر هری بورارد نام‌گذاری کرد. در سی و پنجمین روز تولدش در ۲۲ ژوئن ۱۷۹۲ به پوینت گِری، جایی که اکنون دانشگاه بریتیش کلمبیا در آن قرار دارد، بازگشت. در این مکان به‌صورت تصادفی با یک گروه اکتشاف اسپانیایی به رهبری آلکالا گالیانو و کایتنانو والدز روبروی شد. با مشاهدهٔ این مسئله که اسپانیایی‌های به دلیل اکتشافات قبلی خود نقشهٔ جامعی از تنگه جرجیا دارند به گفتهٔ خودش «بسیار اندوهگین» شد. به مدت سه هفته با اسپانیایی‌ها در تنگه جرجیا و جزایر دیسکاوری به‌صورت مشترک به اکتشاف پرداخت و پس از آن از آن‌ها جدا شد.
پس از اتمام فصل گشت‌زنی در نوامبر ۱۷۹۲ به نوتکا، در جزیرهٔ ونکوور فعلی، رفت. در آنجا مسئولیت داشت تمام ساختمان‌ها و زمین‌هایی که توسط اسپانیایی‌ها از تملک تاج‌وتخت اسپانیا خارج می‌شوند را دریافت نماید. فرماندهٔ اسپانیایی، بودِگا ای کوادرا، فردی بسیار خوش‌مشرب و صمیمی بود و تمام نقشه‌هایی که آماده کرده بود را با نقشه‌های ونکوور معاوضه کرد، اما در نهایت توافقی حاصل نشد و دو فرمانده تصمیم گرفتند در انتظار دستورها بمانند. در این فاصله تصمیم بر آن شد که جزیرهٔ نوتکا را ازآن‌پس جزیره کوادرا و ونکوور بنامند. پس از گذشت سال‌ها و با کاهش نفوذ اسپانیایی‌ها در منطقه، نام جزیره کوتاه شد و به جزیرهٔ ونکوور تغییر پیدا کرد.
ونکوور پس از آن به سمت جنوب و در سواحل اسپانیایی آلتا کالیفرنیا حرکت کرد. او زمستان را صرف اکتشاف در جزایر ساندویچ کرد که امروزه با نام هاوایی شناخته می‌شوند.
او سال بعد، یعنی ۱۷۹۳، به بریتیش کلمبیا بازگشت و یک سال را صرف اکتشاف دقیق و آماده‌سازی نقشه‌ای جامع از آن منطقه کرد. در سال ۱۷۹۴ به ورودی آبراه کوک در شمالی‌ترین نقطه رفت و از آنجا در راستای خط ساحلی به سمت جنوب حرکت کرد و نقشه‌ای دقیق از تمام خط ساحلی آماده کرد و پس از آن در سال ۱۷۹۵ با عبور از دماغه هورن درحالی‌که تمام آمریکای جنوبی را دور زده بود به بریتانیا بازگشت.

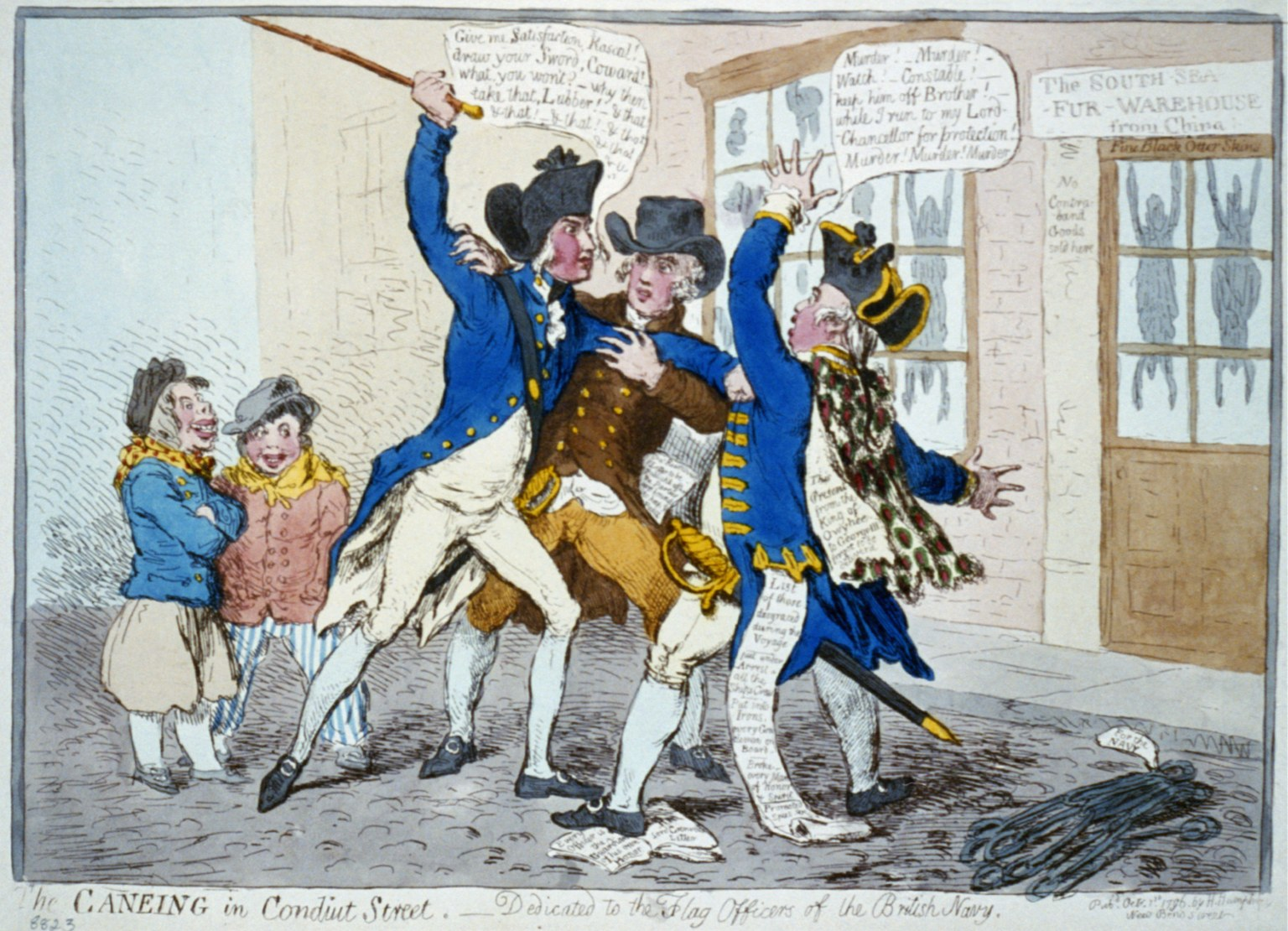
کاریکاتور حمله‌ورشدن پیت به ونکوور اثر جیمز گیلاری ۱۷۹۶

ونکوور که مجذوب چشم‌انداز زیبای ریچموندهیل شده بود خود را در پیترشام لندن بازنشسته کرد. او پس از بازگشت به انگلستان با دشواری‌های زیادی مواجه شد. افراد بانفوذی که از او کدورت بر دل داشتند، آشکارا و نهان او را مورد آزار و اذیت قرار می‌دادند. مهم‌ترین آنان توماس پیت دومین بارون کیملفورد بود که به دلیل تخلقات متعدد توسط ونکوور تنبیه شده بود و نهایتاً با رسوایی به خانه فرستاده شده بود. او و متحدانش از جمله پسر عمویش «ویلیام پیت جوان‌تر» که نخست‌وزیر بود، در مطبوعات به ونکوور تاختند. نهایتاً توماس پیت در ۲۹ اوت ۱۷۹۶نامه‌ای مملو از توهین به کاپیتان سابقش فرستاد و او را به دوئل دعوت کرد. ونکوور پاسخ شدیداللحنی به او داد و پیشنهاد کرد مراتب توسط مراجع نظامی رسیدگی شود ولی پیت به‌جای این کار در یکی از خیابان‌های لندن به او حمله‌ور شد. هرچند نتیجهٔ دعوای حقوقی بین آنان، طرفین را به سازش فراخوانده بود، برادر غیرنظامی ونکوور، چارلز، به پیت حمله‌ور شد و تا زمانی که رهگذران او را متوقف نکرده بودند، پیت را زیر رگبار مشت خود گرفت. این درگیری‌ها به مطبوعات کشیده شد، جایی که دارودستهٔ متمول کیملفورد قدرت بیشتری داشتند و بحث و جدل‌ها تا زمان مرگ ونکوورِ رنجور از بیماری‌های ناشی از دوران خدمت دریایی‌اش، ادامه یافت.

## ناوبری دریای
ونکوور اولین مردی بود که ثابت کرد گذرگاه شمال غربی در عرض‌های جغرافیایی که پیش از آن تصور می‌شد وجود نداشته‌است. نقشه‌ای که او از ساحل شمال غربی آمریکای شمالی آماده کرد به‌قدری دقیق بود که تا چندین نسل به‌عنوان اصلی‌ترین مرجع مورد استفاده قرار می‌گرفت.

## رفتار با بومیان
ونکوور به‌طور کلی رابطهٔ بسیار دوستانه‌ای با سرخپوستان و بومیان منطقه برقرار می‌کرد. البته به دلیل انجام اکتشافات و بازکردن مسیر استعمار به دنیای جدید، ونکوور در درگیری‌های بعدی میان بومیان و مهاجرین که در نهایت منجر به مرگ بسیاری شد نقشی انکارنشدنی داشت. اما با این وجود مستندات تاریخی نشان می‌دهند که ونکوور با رهبران هاوایی و شمال غرب کالیفرنیا رابطهٔ دوستانه و بسیار خوبی داشته‌است، تا جایی که پادشاه کامِهامِهای اول در سال ۱۷۹۴ هاوایی را به ونکوور واگذار کرد. رابین فیشر یادآوری می‌کند که «رابطه ونکوور با مردم بومی بسیار صلح‌آمیز بوده‌است؛ در حقیقت اگر فردی جنگ‌طلب بود نمی‌توانست تا به این اندازه با دقت بررسی‌های خود را به انجام برساند.»

## درگذشت

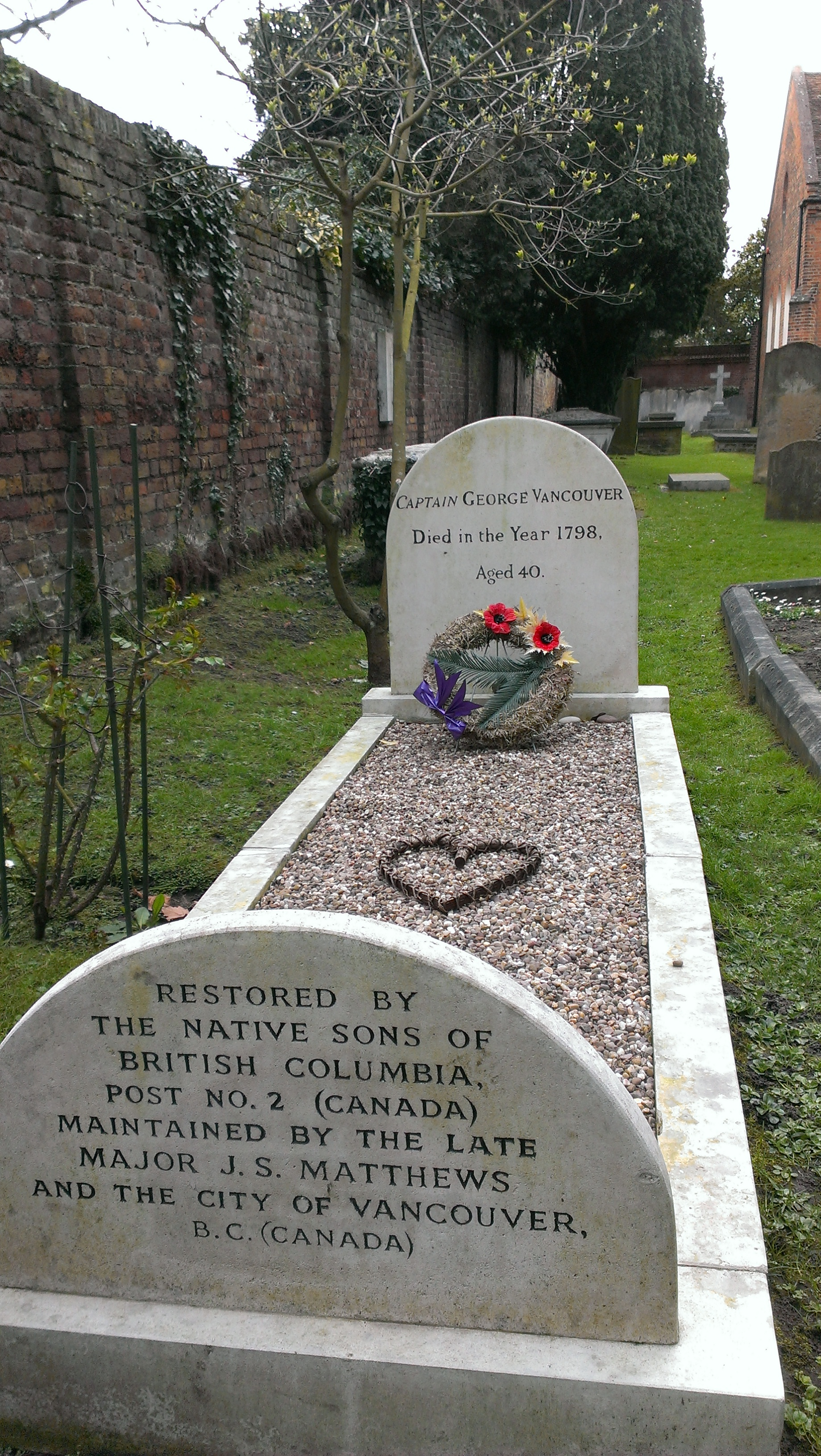
قبر جورج ونکوور در کلیسای سنت پیتر، لندن

ونکوور در ۱۰ مه ۱۷۹۸، در اوج شهرت به‌عنوان یکی از بزرگ‌ترین کاشفان و دریانوردان بریتانیا در سن ۴۰ سالگی و کمتر از سه سال پس از اتمام سفرهای اکتشافی‌اش به شکلی اسرارآمیزی در لندن درگذشت و میراث بزرگی در دریانوردی، نحوه رفتار با بومیان و کشف مکان‌های ناشناخته از خود به‌جا گذاشت.

## نامگذاری‌ها
مکان‌های بسیاری به افتخار جرج ونکوور نامگذاری شده‌اند، در کشور استرالیا یک شبه جزیره، یک دماغه و یک اسکله در غرب استرالیا ونکوور نامگذاری شده‌اند.

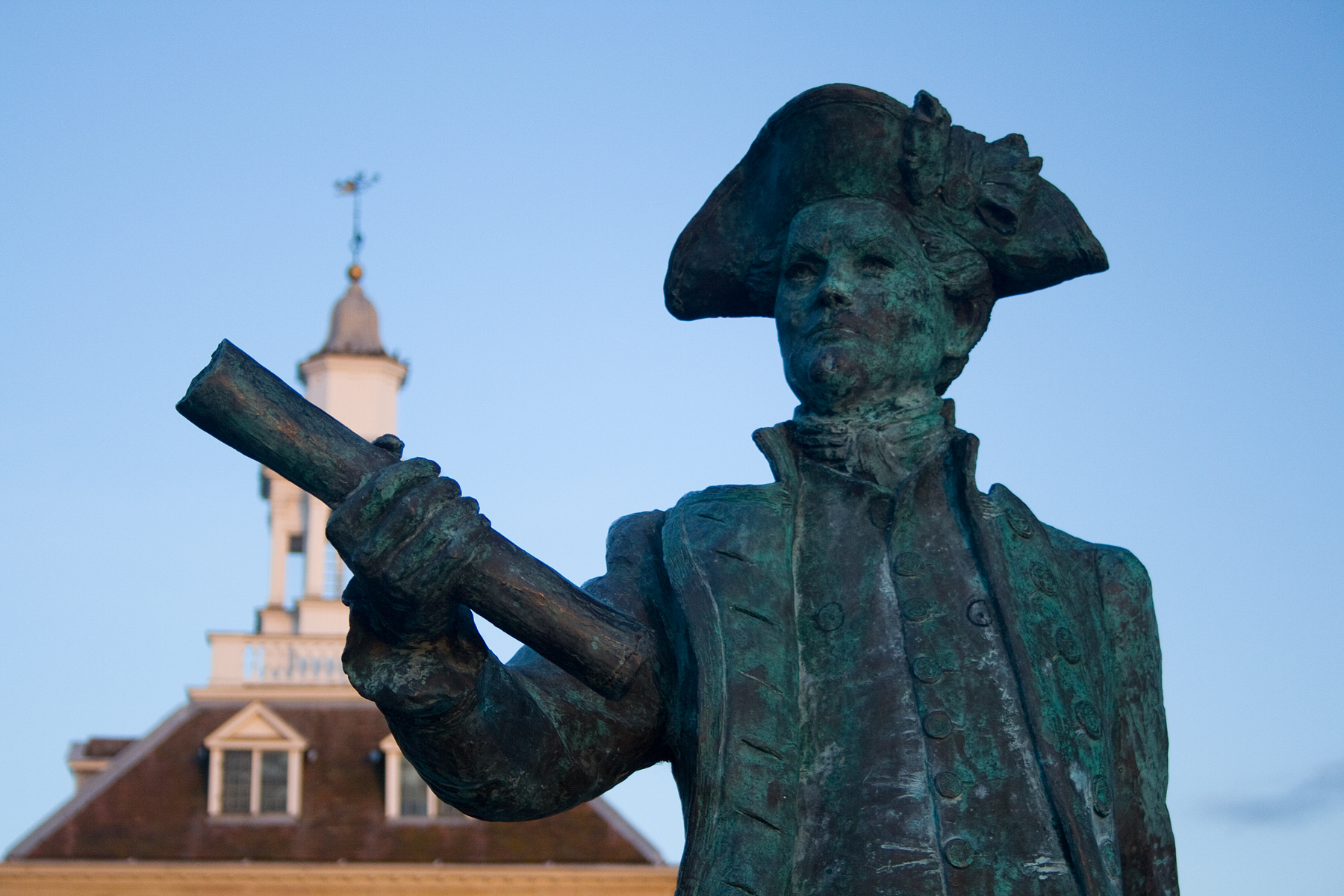
مجسمه جورج ونکوور در کینگز لین

در کانادا کوهستان ونکوور، مرزهای شمالی این کشور با آلاسکا را مشخص می‌کند؛ شهر ونکوور در بریتیش کلمبیا، یکی از مهم‌ترین شهرهای غربی آمریکای شمالی و بزرگ‌ترین شهر استان است که موزهٔ دریانوردی ونکوور نیز در آن قرار دارد. خلیج ونکوور در بریتیش کلمبیا در دهانهٔ جرویس در رودخانه پاول واقع شده‌است که در زمان گشت‌زنی کاپیتان جورج ریجاردز در آن ناحیه در سال ۱۸۶۰ به افتخار کاپیتان جورج ونکوور نامگذاری شد. یک جزیره بسیار مهم در ناحیه بریتیش کلمبیا در ساحل جنوب غربی آمریکای شمالی نیز ونکوور نام دارد؛ جزیره ونکوور بزرگ‌ترین جزیره آمریکای شمالی در اقیانوس آرام نیز محسوب می‌شود.
در نیوزیلند چهارمین کوه مرتفع ونکوور نام دارد و شاخه‌ای از آبراه بریکسی در جنوب این جزیره نیز به همین نام است.
در ایالات متحده یک شهر کوچک در جنوب غرب ایالت واشینگتن در سوی دیگر رودخانه کلمبیا در مقابل شهر پورتلند ایالت اورگن، ونکوور نامیده می‌شود. همچنین شرکت تجاری فورت، به عنوان یکی از بخش‌های شرکت خلیج هادسون، که در ۱۸۲۵ در اورگن تأسیس شد به افتخار او، فورت ونکوور نامگذاری شد.
مجسمه‌های ونکوور در مقابل شهرداری شهر ونکوور، در کینگز لین و در بالای گنبد ساختمان پارلمان بریتیش کلمبیا در ویکتوریا قرار گرفته‌است.